# 滿達拉
滿達拉（?—1866年），卫拉特蒙古杜尔伯特部人，绰罗斯氏。清朝蒙古王公，车凌蒙克的曾孙，博斯和勒的孙子，纳旺索诺木的长子。
嘉庆九年（1804年），滿達拉袭封杜尔伯特中旗郡王。道光二十八年（1848年）第七代杜尔伯特汗密什克多尔济去世，没有儿子。满达拉的长子散都克多爾濟袭封杜尔伯特汗。同治二年（1863年），散都克多爾濟的儿子勒札勒喇布坦希哩珠特去世，没有儿子，同治三年（1864年），满达拉的第三子那克旺札勒禪袭封杜尔伯特汗。同治五年（1866年）滿達拉去世，朝廷以为滿達拉以自己的后代冒袭杜尔伯特汗，直到光绪七年（1881年）滿達拉次子那逊托克托呼才承袭杜尔伯特中旗郡王。